# Monty Banks
Montague (Monty) Banks (18 de julio de 1897-7 de enero de 1950) fue un actor y director cinematográfico de origen italiano, activo en Hollywood y en el Reino Unido principalmente en la época del cine mudo. También conocido como Montague Banks,  Mario Bianchi, o William Montague, tenía doble ciudadanía, estadounidense-italiana.

## Biografía
Su verdadero nombre era Mario Bianchi, y nació en Cesena, Italia, en el seno de una familia humilde. Sus padres, Leopoldo Bianchi y Giacinta Pieri, habían trabajado en una posada y en un negocio de verdulería. En 1914, Bianchi emigró a los Estados Unidos, donde inició su carrera artística como bailarín. Descubierto por el productor Mack Sennett, empezó a trabajar como actor cómico, debutando en 1916 con Cold Hearts and Hot Flames, un corto de John G. Blystone. En 1918 trabajaba en Hollywood con la compañía de Roscoe Arbuckle, participando en más de 35 cortos cómicos rodados a principios de los años 1920, y después en largometrajes de acción y humor como Play Safe (1927). Dedicado también a la producción, en 1922 dirigía una compañía propia, Monty Banks Productions Inc., que rodó Six A.M., de Ben F. Wilson.
Posteriormente dirigió e interpretó numerosas cintas, entre ellas Racing Luck (1924) y Keep Smiling (1925), además de escribir guiones de varias producciones. Una de ellas, Play Safe, que interpretó bajo la dirección de Joseph Henabery en 1927, le dio la fama como autor.
Con la llegada del cine sonoro, el fuerte acento italiano de Banks le obligó a abandonar progresivamente su carrera de actor para dedicarse a trabajar como guionista y director. Así, fue director de Stan Laurel y Oliver Hardy en el film Great Guns, utilizando el nombre artístico de "Montague Banks". En 1929 viajó al Reino Unido, donde trabajó como actor y director, rodando Adam's Apple (1928), Atlantic (1929), su mayor éxito como actor, The Compulsory Husband (1930), The Wife's Family (1932) y You Made Me Love You (1934). Su última actuación tuvo lugar en 1945 en A Bell for Adano, de Henry King.

Banks estuvo casado con la actriz Gladys Frazin. El matrimonio no fue feliz, y ellos se divorciaron el 29 de abril de 1932. Ella se suicidó en marzo de 1939. En 1935 Banks conoció a la cantante y actriz Gracie Fields, con la que se casó en marzo de 1940, y que actuó en algunas de las películas dirigidas por él. Como italiano, habría sido considerado un 'extranjero enemigo' en el Reino Unido durante la Segunda Guerra Mundial. Por ello, él y Fields dejaron el país para ir a Canadá y después a Estados Unidos, en aquel momento un país neutral, evitando así su internamiento. El Internamiento de los Italianos también tuvo lugar en Estados Unidos en 1941 y 1942, viéndose afectados miles de italianos, pero la medida finalmente se fue relajando.
Monty Banks mantuvo la doble ciudadanía, estadounidense e italiana. Falleció en un tren en las cercanías de Arona, Italia, a causa de un infarto agudo de miocardio. Tenía 52 años de edad. Fue enterrado en la Iglesia de Santo Stefano, en Bolonia.

## Filmografía

### Actor
- Cold Hearts and Hot Flames, de John G. Blystone (1916)
- The Purple Mask (1916)
- His Criminal Career (1917)
- His Widow's Might (1917)
- Aired in Court (1917)
- His Hidden Talent (1917)
- A Warm Reception (1917)
- Roaring Lions and Wedding Bells (1917)
- A Scrap of Paper (1918)
- The Geaser of Berlin (1918)
- Roaring Lions on the Midnight Express (1918)
- The Sheriff, de Roscoe Arbuckle (1918)
- Camping Out (1919)
- Love (1919)
- The Grocery Clerk (1919)
- Too Much Johnson (1919)
- Don't Park Here (1920)
- A Hero 'n Everything (1920)
- Duck Inn (1920)
- His Naughty Night (1920)
- Rare Bird (1920)
- Flivver Wedding (1920)
- Nearly Married (1920)
- Kidnapper's Revenge (1921)
- A Bedroom Scandal (1921)
- His Dizzy Day (1921)
- Where Is My Wife? (1921)
- His First Honeymoon (1921)
- Bride and Gloom (1921)
- Peaceful Alley (1921)
- In and Out (1921)
- Squirrel Food (1921)
- Fresh Air (1921)
- Cleaned and Dry (1921)
- Pure But Simple (1922)
- Love Taps (1922)
- Brilliantine the Bull Fighter (1922)
- Six A.M. (1922)
- Bangin' Around (1923)
- Oil's Well (1923)
- East Is Worst (1923)
- Quiet Vacation (1923)
- Cold Reception (1923)
- Paging Love (1923)
- The Covered Schooner (1923)
- The Southbound Limited (1923)
- Taxi Please (1923)
- Always Late (1923)
- Boy in Blue (1924)
- Hot Sands (1924)
- Wedding Bells (1924)
- Pay or Move (1924)
- Racing Luck (1924)
- The Golf Bug (1924)
- Africa F.O.B. (1925)
- Keep Smiling (1925)
- Atta Boy, de Edward H. Griffith (1926)
- Chasing Choo Choos (1927)
- Play Safe (1927)
- Horse Shoes, de Clyde Bruckman (1927)
- Flying Luck (1927)
- A Perfect Gentleman (1928)
- Adam's Apple, de Tim Whelan (1928)
- Week-End Wives (1929)
- Atlantic (1929)
- The Compulsory Husband (1930)
- Old Soldiers Never Die (1931)
- The Wife's Family (1931)
- Not So Quiet on the Western Front (1932)
- Kiss Me Sergeant (1932)
- Money for Nothing (1932)
- Hold 'Em Jail (1932)
- For the Love of Mike (1932)
- Leave It to Me (1933)
- Heads We Go (1933)
- You Made Me Love You (1933)
- The Girl in Possession (1934)
- The Church Mouse (1934)
- Tonight's the Night: Pass It On (1934)
- Falling in Love (1935)
- So You Won't Talk (1935)
- Man of the Moment (1935)
- No Limit (1935)
- Queen of Hearts (1936)
- Shipyard Sally (1939)
- Olympic Honeymoon (1940)
- Sangre y arena (1941)
- A Bell por Adano (1945)

### Director
- Hot Sands (1924)
- Amateur Night in London (1925)
- Cocktails (1928)
- Why Sailors Leave Home (1930)
- The Black Hand Gang (1930)
- Eve's Fall (1930)
- The Compulsory Husband (1930)
- The New Waiter (1930)
- The Musical Beauty Shop (1930)
- The Jerry Builders (1930)
- Almost a Honeymoon (1930)
- His First Car (1930)
- What a Night! (1931)
- Old Soldiers Never Die (1931)
- The Wife's Family (1931)
- Poor Old Bill (1931)
- Not So Quiet on the Western Front (1932)
- L'amour et la veine (1932)
- Kiss Me Sergeant (1932)
- Money for Nothing (1932)
- For the Love of Mike (1932)
- Leave It to Me (1933)
- Heads We Go (1933)
- You Made Me Love You (1933)
- The Girl in Possession (1934)
- The Church Mouse (1934)
- Father and Son (1934)
- Tonight's the Night: Pass It On (1934)
- Falling in Love (1935)
- 18 Minutes (1935)
- Hello, Sweetheart (1935)
- Man of the Moment (1935)
- No Limit (1935)
- Keep Your Seats, Please (1936)
- Queen of Hearts  (1936)
- We're Going to Be Rich (1938)
- Keep Smiling (1938)
- Shipyard Sally (1939)
- Great Guns (1941)

### Productor
- Six A.M., de Ben F. Wilson (1922, productor)
- Bangin' Around, de Ben F. Wilson (1923, productor)
- Oil's Well, de Ben F. Wilson (1923, productor)
- Pay or Move, de Harry Edwards (1924, productor ejecutivo)
- The Golf Bug, de Herman C. Raymaker (1924, productor ejecutivo)
- Keep Smiling, de Albert Austin y Gilbert Pratt (1925, productor)
- Atta Boy, de Edward H. Griffith (1926, productor ejecutivo)
- Chasing Choo Choos (1927, productor ejecutivo)
- Play Safe, de Joseph Henabery (1927, productor ejecutivo)
- Horse Shoes, de Clyde Bruckman (1927, productor ejecutivo)
- Flying Luck, de Herman C. Raymaker (1927, productor)
- What a Night!, de Monty Banks (1931, productor)
- Old Soldiers Never Die, de Monty Banks (1931, productor)

### Guionista
- Amateur Night in London, de Monty Banks (1925)
- Keep Smiling, de Albert Austin y Gilbert Pratt (1925)
- Chasing Choo Choos (1927)
- Play Safe, de Joseph Henabery (1927)
- Horse Shoes, de Clyde Bruckman (1927)
- Flying Luck, de Herman C. Raymaker (1927)
- Almost a Honeymoon, de Monty Banks (1930)
- The Tenderfoot, de Ray Enright (1932)
- The Girl in Possession, de Monty Banks (1934)
- Olympic Honeymoon, de Alfred J. Goulding (1940)